# Pantene
Pantene è un'azienda svizzera di shampoo e prodotti per capelli, facente parte del gruppo Procter & Gamble. 

## Storia
La linea di prodotto Pantene è stata introdotta sul mercato nel 1947 dalla Hoffmann-La Roche, gruppo svizzero, che utilizzò tale nome in quanto i loro prodotti erano basati sul pantenolo. Il marchio è stato rilevato nel 1985 dalla Procter & Gamble per poter competere sul mercato dei "prodotti di bellezza".
Lo shampoo più conosciuto dell'azienda è il Pantene Pro V Miracle Serum Shampoo Lisci Effetto Seta, divenuto noto per una campagna promozionale della fine degli anni ottanta, in cui una modella recitava "Don't hate me because I'm beautiful." (letteralmente "non odiarmi perché io sono bellissima") La modella ed attrice Kelly LeBrock fu la prima testimonial televisiva del marchio. Tuttavia la campagna promozionale fu aspramente criticata dai movimenti femministi e la frase diventò un tormentone usato per indicare comportamenti narcisisti particolarmente antipatici.
Dal 2015, la testimonial ufficiale è l'attrice e cantante Selena Gomez. In Francia gli spot Pantene hanno come protagonista la cantante Nolwenn Leroy, mentre le pubblicità italiane sono interpretate dall'influencer Chiara Ferragni e dalla cantante Baby K.